# 대체통용화폐
대체통용화폐(代體通用貨幣 / Representative Money)는 돈을 대신해서 쓸 수 있는 화폐를 가리키는 단어이다. 법정화폐 붕괴로 인해 경제가 제기능을 못할 때 주로 사용되는 화폐이다.

## 설명
대체통용화폐는 주로 보석, 귀중품, 금이나 은과 같은 귀금속을 주로 쓰지만 외화나 신용화폐도 여기에 포함이 된다. 대체통용화폐는 경제가 안좋은 비상 시기에 주로 사용되는 것으로 개인 간의 거래 뿐만 아니라 국가간의 단위에도 적용되며 그레셤의 법칙에 의해 악화가 양화를 만든다는 경제 이론의 개념도 함께 포함되게 된다. 대안 화폐와는 직접적인 연관성이 없지만 종종 대체통용화폐로 쓰이기도 한다.

## 대체통용화폐의 종류
다음은 대체통용화폐로 사용되는 물품들을 모두 나열하는 문단이다.
- 금, 은과 같은 각종 귀금속들
- 다이아몬드, 호박, 비취, 흑요석과 같은 각종 보석들
- 구리, 알류미늄, 철, 돌과 같은 각종 금속이나 광석들
- 사치품, 전리품
- 미국 달러, 유로, 일본 엔, 파운드 스털링과 같은 각종 외화와 기축 통화들
- 동물, 가축
- 음식
- 기호품
- 채권
- 특정 현물 및 쿠폰과 상품권
- 시외버스, 고속버스, 기차, 선박, 여객기, 우주왕복선 등과 같은 대중교통을 이용할 때 발매하는 승차권

## 같이 보기
- 돈
- 경제